# Lindley (North Yorkshire)
Lindley – osada i civil parish w Anglii, w hrabstwie North Yorkshire, w dystrykcie (unitary authority) North Yorkshire. Leży 38 km na zachód od miasta York i 289 km na północ od Londynu. W 2001 roku civil parish liczyła 52 mieszkańców.